# Godardia tiberius
Godardia tiberius är en fjärilsart som beskrevs av Grose-smith 1889. Godardia tiberius ingår i släktet Godardia och familjen praktfjärilar. Inga underarter finns listade i Catalogue of Life.